# Nadagarodes duplicipuncta
Nadagarodes duplicipuncta är en fjärilsart som beskrevs av W. Warren 1899. Nadagarodes duplicipuncta ingår i släktet Nadagarodes och familjen mätare. Inga underarter finns listade i Catalogue of Life.